# セスナ サイテーション
サイテーション
セスナ サイテーションII
- 用途：ビジネスジェット
- 設計者：セスナ
- 製造者：セスナ

セスナ サイテーション（Cessna Citation）はセスナ社が生産するビジネスジェット機。当初ひとつのモデルの名称であったが、続々と開発された新設計の機体もサイテーションと命名され、現在ではセスナ社の生産するジェット機は全てサイテーションと呼ばれている。初代サイテーションは先進のコンセプトが多くの追従者を生んだ小型ジェット機。

## サイテーション 系統概略

### 時代背景、ビジネスジェット機
アメリカで民間小型飛行機（ゼネラル・アビエーション）が発達したのは、広い国土という地理的な問題とともに、公共交通機関の整備状況が大きく関わっている。
1960年当時、アメリカ国内には9000ヵ所の飛行場が存在したが、このうち定期便が就航している空港は僅か500ヵ所。その定期便も殆どが都市空港に集中していた。そのような環境の中で独自の移動手段として航空機が自動車同様の選択肢として一般化していったのは当然であった。第二次大戦後、戦勝国アメリカでは経済成長が著しく、企業活動の広域化に伴い経営幹部の移動需要が拡大、ここに社用機（ビジネス機）というカテゴリーが発達する。そして経済成長に歩調を合わせるかのようにして社用機に求められる仕様（速度、航続距離、安全性、信頼性、快適性、豪華さ）も細分化し本格化していった。
1960年代に入ると社用機にもジェット化の波が押し寄せ、特にアメリカでは8～15人乗りの小型ジェット機が相次いで登場する。黎明期の社用ジェット機はノースアメリカン社製セイバーライナー、リア社製リアジェットなど、戦闘機の主翼に専用設計の胴体を組み合わせターボジェットエンジンを装備するものが一般的であった。これらはジェット旅客機並の巡航性能(33000ft、450kt)であったが、取扱いには相応の技量が求められた。また機体価格・運航コストとも大企業以外には手の出ないものが多かった。それでも、これら第一世代のビジネスジェット機は重宝され、確実に販売数を伸ばしていた。
一方、その下のクラスはといえばターボプロップビジネス機（ビーチ社製キングエアなど）か、もう少し小型のターボ過給された与圧レシプロ双発機(セスナ社製421型など）が主流で、巡航速度はジェット機の半分程度（250kt)であった。当時、セスナ社製の航空機は世界中で10万機が使用されており小型機市場での圧倒的なシェアであったが、それらは殆どがレシプロ単発機であった。

### 直線翼のサイテーション
- サイテーション500　(Model 500 Citation) 最初のサイテーション。1971年型式証明(FAR part25)。[1]1960年後半、セスナ社はビジネス・ジェット機とビジネス・ターボプロップ機の市場ギャップを埋める機体の開発に取り掛かる。プロジェクト名：ファンジェット500と名付けられたそれは、ジェット機より安い価格（60万USD）、ターボプロップ機より速い巡航速度（350kt）、双発プロペラ機の技量で操縦でき、運航費や整備費が最小限の手軽なジェット機を目差しており、直線翼の機体に小型ターボファンエンジンを装備するという非常に新しい試みであった。

ファンジェット500は1969年に初飛行し、その後、風洞試験やテスト飛行によってエンジン位置の変更、垂直尾翼の拡大などの設計変更がされ、販売にあたってサイテーションという名称が付けられた。計画が発表された当時は「遅いジェット機など誰が欲しがるのか？」との見方もあったというが、発売されるや初年度から売上を伸ばし、セスナ社の新たな需要への予見が正しかったことが証明された。この陰には廉価（695,000USD）もさることながら、手軽さの演出と入念なトラブル防止策、キャンペーン活動などの販売促進努力がある。
サイテーション500は全く新しいクラスの航空機であったので、これを市場に位置づける為には大々的なキャンペーンが必要であった。アビオニクスはウエザーレーダに至るまでパッケージ化して購入時の煩雑なオプション選択をなくし、機体価格に運航スタッフの教育訓練、初年度の運航整備管理、機体・アビオニクスの保証などを全て含め購入後の運航管理までもパッケージ化し、ジェット機を初めて購入する顧客でも機体価格さえ支払えば良い体制をつくった。これは顧客にとっては手軽さというメリットがあったし、セスナ社にとっては機体の装備品と顧客の運航管理を標準化することで、行き届いたアフターサービスを安価に提供する工夫であったのだろう。
また量産機が完成する前からモックアップによる全米デモを行い、量産1号機が完成するや全米各地でデモ飛行を行った。初号機の引き渡しまでに投入された販売促進費用3,500万は当時のセスナ社の資産の40%もの額であったという。
エンジンは、騒音低減のために空気取入口のコンプレッサーを取り除いたプラット・アンド・ホイットニー社製JT15D-1。上空1000ftの通過騒音は双発ピストン機と同程度に収めたので、ジェット機の進入を認めなかった空港へも着陸可能となり、短滑走路での離着陸性能と相まってサイテーションは「空港を選ばない唯一のジェット・ビジネス機」として顧客の間口を広げた。
当時のレシプロ与圧機から乗り換えた顧客にとって、操縦や整備の容易さ、余裕性能がもたらす安全性、天候に左右されにくい運航などは目覚ましく向上した点で、機体価格や運用コストを上回るメリットがあったであろう。またサイテーションの引渡しが始まった頃に起こった石油危機は、原油価格の高騰を引き起こしジェネラル・アビエーション産業に打撃を与えたが、サイテーションにとっては追い風だったようで、他のライバル機が販売低下に苦しむのを尻目に、低コスト・省燃費をセールスポイントにして引渡し開始から3年間でベストセラーとなった。
- セスナ サイテーション I　(Model 500 Citation I) サイテーション500の改良型。主翼スパンを延長、最大離陸重量の増加、リバーススラスト装備。1985年生産終了。

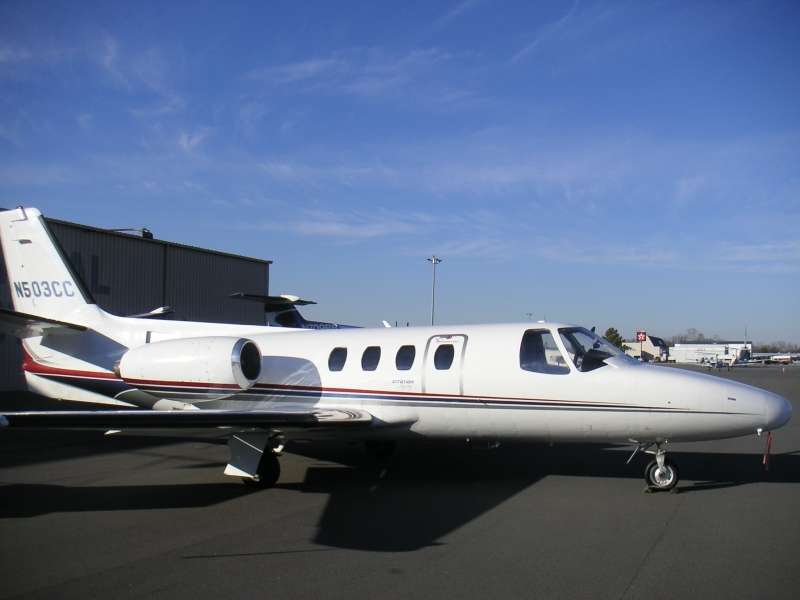
初期のサイテーション I

- サイテーション I/SP　(Model 501 Citation I/SP)  1977年。単独操縦(Single-pilot operation)を認められた世界で最初のビジネスジェット機。サイテーション500は単独操縦を前提に設計されたが、当時のビジネスジェット機の型式証明認可基準がFARパート25（旅客機と同基準）であったため、単独操縦が認められなかった。セスナ社ではサイテーションの開発当初から、FAAにこの認可基準の変更を再三にわたり申請しており、多くの試験飛行がおこなわれたのち、1977年にFAR23（コミューター機の型式証明基準）を適用する事によって単独操縦を認められた。これにより運航費の低減（パイロット給料が一人分で済む）が可能になり、サイテーションの操縦が容易なことも同時に証明された。[3]

- サイテーション II（英語版）　(Model 550 Citation II)  計画公表1976年、1977年初飛行、1978年型式証明。サイテーション500の機体をストレッチ(1.2m)しキャビン拡大、手荷物室の容量も大きくなった。主翼はサイテーションIの翼断面のままスパンを延長、燃料搭載量が増えて航続距離が伸びた。エンジンをP&W社製JT15D-4に換装。離陸滑走距離は911mに短縮。運用高度限界は13,100mに上がった。サイテーションS/II（後述）の登場によって一旦生産を終えたが、後に市場の要望を受けて再度復活しS/IIと並行生産された。[4][5]

- サイテーション II/SP　(Model 551 Citation II/SP)  パイロット1名による運航（SPはSingle Pilot Operationの意)に対応したモデル。[4][6] パイロット1人で操縦可能なサイテーションII/SP、FAR23にもとづいて型式証明を取得。最大離陸重量はサイテーションIIの6,033kgに対して、5,670kgに抑えられた。昼夜間の計器飛行が可能。またFAR23は総重量5,670kg以下の航空機が対象であったが、セスナ社は制限重量を超える例外を認めるようFAAと交渉をはじめ、1984年に条件つきで適用除外が認められている。

- サイテーション・ブラボー　(Model 550B Citation Bravo)  サイテーションIIはサイテーション S/IIへと改良されることで一旦生産を終了したが、その後新たに登場した小型のサイテーションジェット(Model 525)とサイテーションVの商品ラインナップ上のギャップを埋めるため、再度サイテーションIIを改良したサイテーション・ブラボーが登場した。

胴体関係はサイテーションIIのままであるが、出力向上した低燃費の新しいPW530Aエンジンによって離陸重量、巡航性能ともに向上している。主翼は主な構造は変わらないが、ランディングギアが大々的に改良された。サイテーションIIではサイテーションIの主翼を流用していたため、翼幅が広くなった分ランディングギアのトレッドも広くなっており、これが地上での取扱上の注意点でもあったが、全面的に刷新、トレーリングリンク式を採用しトレッドも狭められ地上での取扱を容易にした。これらにより脚自体の重量は増加したが、接地時の許容度や地上での乗り心地は大幅に向上している。アビオニクスにはPrimus 1000を装備し、より複合的なフライトマネジメントを実現した。 最後のサイテーション・ブラーボは2006年後半に生産ラインから出荷され、ほぼ10年間に亘る337機の航空機の生産を終了した。

### 第二世代の直線翼を備えたストレッチモデル
- サイテーション S/II　(Model S550 Citation S/II)  1984年初飛行。S/IIはSpecial IIの略。サイテーションIIの巡航性能を向上に主眼を置いて主翼を改良したモデル。サイテーションIIをベースに、エンジンを換装することなく（燃料消費を増大することなく）FL350をM0.70で巡航可能にするというのが開発目標であった。そのために主翼まわりの空力効率化が行われた。翼断面を高速域での抵抗を減じるように修正、翼根付近の捩じり下げを調整とエンジンパイロン形状変更しエンジンカウル周辺の抵抗を低減、主翼上面部品の加工技術の見直しによる主翼表面の平滑度向上、エルロン・フラップ・スポイラーのシール方法を見直した。主翼前縁の除氷装置は、従来のゴムブーツ式からグリコール除氷装置(TKS社製)に変更、これはチタン製の主翼前縁にレーザー加工された微小穴からグリコール液を圧流させることによって除氷するもので、金属パネルを主翼前縁にフラッシュマウント可能な為、抵抗を減じることができる。（主翼根元部分は、エンジンへの氷吸込防止のためブリードエア防氷）主翼取付部のフェアリングの形状を改め、誘導抵抗を低減すると同時にフェアリング内の空間を燃料タンク（630lbs）として活用している。これらの構造的変更と搭載燃料増加により離陸重量は16000lbsに増加したが、フラップを効率向上させ大型化することで離着陸性能を犠牲にしていない。操舵関係では一歩進んだ装備がなされ、フラップ展開によるトリム変化（nose down)補正のための自動メカニカル・トリム・アジャスト、エルロンとラダーの機械連動(spring inter connect)、ボブウエイトによる人工的な舵感調整、低速域でのストールマージン増加のためのスッティック・シェイカー、などを備えている点がサイテーションIIと異なる。エンジンはP&W社製JT15D-4B 2500lbs each。

- サイテーション V（英語版）　(Model 560 Citation V)  1987年初飛行。型式証明1988年。1989年引渡し。サイテーションS/IIの胴体を0.6m延長（キャビン長5.5m）し、座席数はサイテーションS/IIと変わらない（8席）ため、胴体の延長分だけ足もとのスペース余裕が増えている。エンジンはP&W社製JT15D-5A（推力は360kg増加1,315kg）し、巡航速度は790km/hへ向上。運用高度限界13,500m。主翼はS/IIから受け継いだものだが、後期型ではブリードエアによる前縁防氷に変更。JT15D-5Aエンジンを搭載[11][12]

- サイテーション・ウルトラ　(Model 560 Citation Ultra)  1994年。サイテーション Vの改良型、サイテーション Vを基本として機体外形は変わらないが全面的に設計を見直し、キャビン、操縦系統、計器盤などの全てが改良されている。エンジンはJT15D-5Dに換装、推力が1,380kgに増加し、巡航速度と航続性能が向上している。「ベスト・ビジネスジェット」と評価された[誰によって?]。

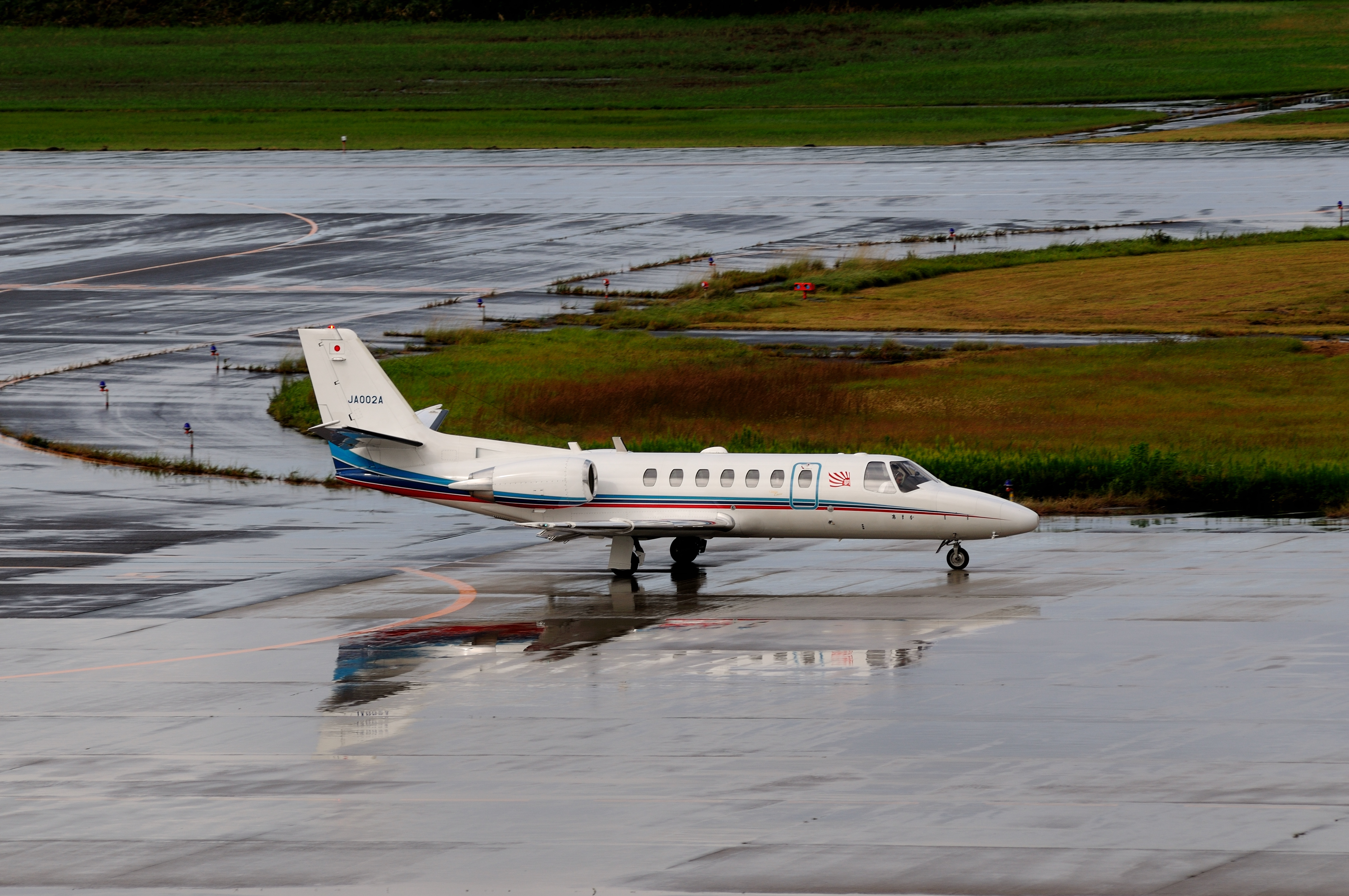
朝日新聞社の報道機『あすか』（サイテーション アンコール）

- サイテーション・アンコール　(Model 560 Citation Encore) 1998年初飛行、型式証明1999年、2000年引渡。価格は688万ドル。ウルトラより30万ドル高い。アンコールはウルトラを基本とし、効率の良い新世代のエンジンPW535Aへ換装することによって、より少ない燃料（推力10%増、燃料消費率16%低減）で長い航続距離（VFR 1,850km、IFR 3,150km)が可能になった。高効率化によって燃料搭載量（2,637kg→2,403kg)を減らし、その分ペイロードを増加することが可能になった。機体構造は変更がないので着陸重量は不変であるが、出力向上の恩恵で最大離陸重量は150kg増加し、満タン時のペイロードは110kg増加している。高度13,700mまでの上昇時間は31分。トレーリングリンクのランディングギアを搭載。 [12]

- サイテーション・アンコール+　(Model 560 Citation Encore+)  FADECを搭載しアビオニクスを再設計したアンコールの改良型。サイテーションジェットCJシリーズが次第に大型・高性能化し、CJ4ではサイテーション・アンコールを超える性能とキャビン容積となったため製造販売が終了する可能性がある。[12] 読売新聞社と日本テレビ放送網が共同購入し、「みらい」と命名、共同運行取材機として運用している[13]。この機体は日本で最初にRNAV飛行を行なった。[14]。

### 第二世代直線翼の太胴モデル
- サイテーション・エクセル（英語版）　(Model 560XL Citation Excel)   ビジネスジェットが普及するにつれ、飛行性能や経済性のみならず、快適さに求められるレベルが年々向上していた。広いキャビンが必要条件と考えられるようになり、機体性能・運航コストと機体価格のバランスにも影響を与え始めた。セスナ社では、1990年前半からそのような状況を予想して研究設計が始まっていた。サイテーションVの主翼、尾部、および諸系統を利用しながら、大きなキャビンをもつ新しいビジネスジェット、広い（Extra Large）キャビンのモデル560という意味で、560XL（エクセルの由来）と呼ばれた。1994年に計画公表されたエクセルは、サイテーション・アンコールのテーパー主翼にサイテーションIIIの胴体を組み合わせ、テーパー翼のサイテーションシリーズの取扱いの容易さや経済性はそのままに、サイテーションIIIのような（ということは2クラスも上の）キャビン容量と快適性を実現した。新しいPW545Aエンジンによって経済性と巡航性能は更に改善されている。主翼桁を胴体下部に置きフェアリングで外形を整形するというサイテーションIII譲りのレイアウトによって、円断面の胴体径を最大限活用しており、まがりなりにも直立歩行可能な天井高を確保している。

- サイテーション XLS　(Model 560XL Citation XLS) エクセルの発展型。

- サイテーション XLS+　(Model 560XL Citation XLS+) FADEC (Full Authority Digital Engine Control)を搭載、アビオニクスシステムを更新。[17]

### 時代背景　～フラクショナル・オーナーシップ
1980年代後半、ビジネスジェットの新たな所有形態が現れる。航空機の所有権を分割して販売、それを購入した所有者には所有比率に応じた飛行時間が割り当てられ、その飛行時間内であれば何時でも航空機を使用できる権利を保証するというもので、「フラクショナル・オーナーシップ」と呼ばれた。
この事業モデルの考案者はエグゼクティブ・ジェット・アビエーション（EJA、現ネットジェッツ）社。1965年設立のEJA社はビジネス機のチャーター運航をしていたが、1984年からフラクショナル・オーナーシップ事業を開始した。この販売方法は当初、1機売れるところが分割所有権分しか売れなくなると考えられ航空機セールスマンから嫌われたが、実際にはビジネスジェットなど考えてもみなかった新規顧客を開拓することとなり、一挙にビジネスジェット機は普及しはじめた。
アメリカ国内ではEJA社のような運航会社が次々と設立されて、大量にサイテーションを購入することになった。EJA社の場合、当初6機のサイテーションでフラクショナル・オーナーシップ事業を始めたが、その後ウルトラ 78機、VII 29機、エクセル 52機、X 36機、ソヴリンは計画発表と同時に50機を発注し、さらに50機の仮注文を出している。アメリカにはこれだけのビジネスジェット機の潜在需要があったということだ。また、サイテーション・シリーズは小型機から中型機までのラインナップをきめ細かく揃えることで、これらの運航会社の需要に見事に応えている。現在ではフラクショナル・オーナーシップは世界各国で最も一般的なビジネスジェット機の所有方法となっている。

### 後退翼モデル
- サイテーション III（英語版）　(Model 650 Citation III) 初飛行1979年。FAA型式証明1982年。引渡し開始1982年。全く新設計された高速中型機。最大の特徴は飛行性能、高々度ではクラス最速（最大運用速度 M0.83)。直線翼のサイテーション・シリーズは、操縦の容易さとファンエンジンの経済性で新たな市場を開拓し、その後も性能向上を続けてきたが、より上位の市場（ギャレット社製TFE731エンジンを装備するクラス）にはゲイツ社製リアジェット35やダッソー社製ファルコン10などの競合機が覇を競っており、これらの高性能機と張り合って市場で一角を担うには全く新しい機体が必要であった。サイテーションIIIは全く新しくゼロから開発された新しいサイテーションであり、狙うクラスにおいては後発機の強みとして、先達ライバル機とは少し異なったアプローチが為されている。新しい技術を採用し、徹底的な主翼効率追求の為のスパークリティカル翼断面や平滑な表面仕上げを採用、その主翼は翼桁(Carry Through)が胴体外部を通るような低い位置にレイアウトし、胴体断面を有効利用することで居住性を追求、誘導抵抗軽減の為の大きなフェアリングが主翼接合部のみならず胴体をも覆うというのはビジネス機としては全く新しい手法であった。こういった諸々が功を奏し、同出力エンジンの装備機に比べて高高度では圧倒的な高速性能を誇った。試験飛行中には軽いダイブでM0.90を記録している。サイテーションIIIは「高性能で高価」な機体であり、それまでの「手軽で安価」というサイテーション・シリーズのブランドイメージを一新した。この高速巡航性能の追求というコンセプトは、後のサイテーションX（後述）に引き継がれていくことになる。初期の顧客にはプロゴルファーのアーノルド・パーマーがおり、この飛行機を「III番アイアン」と称し自ら操縦を楽しんだそうだ。

- サイテーション IV　(Model 650 Citation IV)はIIIの改良型として提案されたが、セスナ自身によって中止された。[18]

- サイテーション VI　(Model 650 Citation VI) (Model 650)アビオニクスの変更、内装デザインのカスタム対応を行わないことによる、IIIの低価格版。サイテーションVIは1990年代初めに登場。[18][19]

- サイテーション VII　(Model 650 Citation VII) (Model 650)は1992年から2000年までの間に生産された、IIIの改良型。さらに飛行性能を高め、強力なギャレットTFE731-4ターボファン・エンジンを装備し上昇性能と速度性能が良くなった。機体形状は有害抵抗が少なくなり、巡航速度は885km/h。型式証明の取得は1992年3月。

- サイテーション X　(Model 750 Citation Ten)  初飛行1993年、引渡し1996年、発売当初の価格は1,200万USD。M0.92で巡航可能な高速機、大西洋横断可能な航続距離も誇る。超音速旅客機コンコルドの退役後は、2008年までは世界最速の民間航空機であった。2008年に登場したガルフストリーム社製G650モデルの巡航速度はM0.925である。サイテーションXの高速巡航を可能にしているのは、高出力エンジンと高速性能を追求した後退翼。搭載しているアリソン3007Cターボファンエンジンは、サイテーションIVなどのギャレット社製TFE731と比べて推力は64%増しと高出力であるが、同時に大きさは2倍近くもある巨大エンジン。高々度飛行において高出力・低燃費、低騒音で2,500時間もしくは5年間の保証に耐える信頼性を備える。ボーイング777の主翼設計チームの協力を得て開発されたという主翼は、後退角37°（ビジネスジェットでは最も深くボーイング747に近い）のスーパークリティカル翼で、主翼上面の衝撃波の発生を遅らせるような工夫がされている。胴体も速度を出す為に、抵抗を可能な限り減らす形状をしており、同程度の出力のエンジンを装備する飛行機より明らかに断面が細く、キャビン容量よりも速度性能が重視されたことが分かる。胴体下面フェアリングは主翼の付け根部分でふくれ、機首下面から尾部までつづき、胴体が発生する有害抵抗を抑える複雑な形状、胴体はサイテーションIIIのものを基本とし、キャビン長はやや長くなっている程度であるが機体全長はかなり長くなっており、整流の為にそれだけの長さが必要であったのであろう[独自研究?]。試験飛行では軽いダイブでM0.99の最高速度を記録している。サイテーションXに一度でも乗れば、パイロットも乗客もその性能に魅了されたという。巡航速度が速いことで知られるボーイング747旅客機を見下ろしながら高速で追い抜いて行くと、追いぬかれたパイロットは決まって「いま上を追い抜いて行った飛行機は何か？」と聞くのだそうで、管制官が「サイテーションX」であることを告げると皆黙ってしまうのだとか[要出典]。1997年、サイテーションXの設計チームはコリアー・トロフィー授与（セスナ社2度目の受賞）「理想のビジネスジェットの設計、開発、型式証明取得に成功し、アメリカ航空史上初めてM0.92の高速巡航性能を持つ航空機を実現させた」が受賞理由。

- サイテーション・ソヴリン（英語版）　(Model 680 Citation Sovereign)  サイテーションXの胴体を延長、新設計のスーパークリティカル翼、PW306Cターボファン・エンジンを装備。最大巡航速度822km/h。代表的な巡航は12,500m/M0.75、13,700/M0.70。最大航続巡航M0.68では米大陸横断が可能。このクラスとしては最大のキャビンを誇り、キャビン長はサイテーションXより12cm長く、容積はライバル機との比較で20%～40%増し、手荷物室も拡大されている。ペイロードは最大1,130kg、フルタンク時725kg。価格が割安な点がセールスポイントのひとつであると云われ、「最も安く、最も大きく、最も遠くまで飛べる中型機である」とはセスナ社の弁。 [24][25] [26]なお宇宙航空研究開発機構（JAXA）が2011年より導入するジェット飛行実験機の母機としてサイテーション・ソヴリンを導入し、「飛翔」の愛称が公募によって決定された。
モデル680Aサイテーション・ラティテュードはモデル680の廉価版として2014年2月18日に初飛行、キャビン容積を縮小し（客席数12→9）航続距離も若干短くなっている。

- サイテーション・コロンバス　(Citation Columbus) (Model 850) 大陸間横断が可能な航続性能とさらに大型化されたキャビンの快適性を追求した新たなサイテーション。このコロンバスはサイテーションはビジネス機の世界で上から3番目のクラス（1番上のクラスは旅客機を改装したビジネス機、ボーイング社製BBJ機など。2番目のクラスはガルフストリームやグローバルエキスプレスなどの太平洋横断機。その次の3番目のクラスにはダッソー社製ファルコン900やホーカー社製ホリゾンなどの競合機が属する。）への挑戦[27]であったが、2009年に開発中止となった。

### 新しい小型のサイテーション
- サイテーションジェット（英語版）　(Model 525 CitationJet)   サイテーションシリーズは年々大型高性能化されていき、また市場からも歓迎されて生産数を伸ばしていったが、ジェットエントリーモデルの要望も多く、当初のサイテーション500のコンセプトに立ち返ったモデルを再度登場させた。特徴的なのはサイテーション500よりさらに徹底した小型簡素化であり、新しい時代の技術を多く取り入れた新設計である。装備エンジンはウイリアムズ社製のFJ44、バイパス比 2.58:1、2軸（twin-spool）3段圧縮（three compression stages and three turbine stages）、これは巡航ミサイルなどに採用実績のあるウイリアム社製エンジンを基本として、ロールス・ロイス社が加わり民間航空機用エンジンとしての資質を向上させたものである。小型軽量のFJ44エンジンは部品点数が少ないことでも知られており、これは削り出しワンピース構造のファンブレードなど、最新の加工技術を駆使した成果であり、整備性や信頼性は大幅に向上している。胴体はサイテーション500と少なからずの部分を流用しつつも、ギャレー部分を省略すること、T字尾翼を採用することで胴体長を短縮、コクピット窓を小型化し空調負担を減じるなど、より小さなエンジン推力で十分な性能を出す為の工夫がされている。主翼は新設計され、大型パーツをふんだんに使用した継ぎ目の少ない平滑なクリティカル翼でこれも小型エンジンで巡航性能を出す為の抗力低減の工夫である。主翼桁は胴体下面に取り付けられフェアリングで整形されており、キャビン高は従来型のサイテーションに比べ大きくなっている。前縁の防氷装置はブリードエアを利用した防氷装置（このクラスでは珍しい本格装備）にして翼抗力の低減に留意している。アビオニクスは、基本計器は上級サイテーションシリーズと共用しウエザーレーダーも装備するが、無線機に操縦席パネルマウントのキング社製シルバークラウンシリーズを流用するなど、新しいクラスの小型ジェット機としての実質的なコストダウンも図られている。[28]

- CJ1 (Model 525 CJ1) サイテーションジェットの改良型。機体寸法はそのままに最大離陸重量を増加してフルタンク、パイロット＋乗客3名の搭乗が可能になった。最新のアビオニクスに更新。2000年春に型式証明取得。 [28]

- CJ1+ (Model 525 CJ1 Plus) CJ1の改良型。新しいエンジン、アビオニクス、FADECを搭載した。[29][30]

- CJ2 (Model 525A CJ2) CJ1の胴体延長型。主翼スパンを広げ、キャビンを1m延長、乗客6人がゆったりすわれるようになった。エンジンはウィリアムス・ロールスロイスFJ44-2C（推力1,043kg）2基。出力強化によって、13,000m以上の高々度をCJ1よりも速い740km/hの巡航が可能。11,880mまでの上昇時間は8分。単独操縦が可能。与圧装置の能力向上（高度7,189mまで標高ゼロ気圧）、最大離陸重量は増加、尾部の貨物室拡大、小型ビジネスジェットとしては最大級の2立方米以上の容積。燃料搭載量増加（1,810kg）、航続距離延長（3,110km）。1999年初飛行、2001年から引渡し [28]

- CJ2+ (Model 525A CJ2 Plus) CJ2の改良型。性能を向上、アビオニクスを改善し、FADECを搭載した。[31]

- CJ3 (Model 525B CJ3) CJ2の拡張型。[32]

- CJ3+ (Model 525B CJ3 Plus) CJ3の改良型。

- CJ4 (Model 525C CJ4) CJ3の拡張型。エンジンをFJ44-4に換装し出力向上。主翼はサイテーション・ソヴリンのような浅い角度の後退翼へと変更。コクピット・ウインドシールドのフレームワークを全面的に改良、これまでのブリードエアによる除氷は廃止された。[33] CJ4の初飛行は2008年の前半に予定され、顧客への受け渡しは2010年の予定である。[34]機体サイズは標準胴体直線翼のアンコール+より大きく、キャビン容積や巡航性能は勝っている。エンジン出力も同等で、アンコール+を代替する事も可能な機種である。

### VLJというクラス
- サイテーション・マスタング（英語版）　(Model 510 Citation Mustang)  超軽量ジェット機(Very Light Jet = VLJ)という新たなジャンルの小型ジェット機。サイテーションジェットよりもさらに小型軽量。VLJとは従来のビジネスジェット機より更に小型の、プライベート使用を前提としたような小型軽量機。超小型単ジェットエンジンと電子アビオニクスが比較的低価格で生産可能になることによって出現した。2007年、エクリプス・アビエーション社が超低価格の双発ジェット機、エクリプス500を発表した。世界を驚かせたのはその価格(120万USD)で、いくら小型とはいえ6人乗りの双発ジェット与圧機が、ビーチクラフト社双発レシプロ機バロンと同程度というのはまさに価格破壊であった。発表と同時に1,000機近いバックオーダーが入るほどの好評を得、これを見た他社はマーケットの潜在性に気付き、一挙にVLJの開発に拍車がかかることになった。現在、このクラスには出自の異なる多くのメーカーが参入中で、しのぎをけずろうとしている。ダイヤモンド・エアクラフト、シーラス・デザイン社などの複合材の機体を製造してきたメーカー、エクリプス・アビエーション社などの新興メーカー、セスナ・パイパー社など従来からの小型機メーカー、エンブラエルなどの初めて小型機分野に参入するメーカなど。サイテーション・マスタングは伝統的なサイテーションの性格を引き継いでおり、VLJというクラスにおいては比較的大型な方に属する。[35]

## 派生機

### 軍用

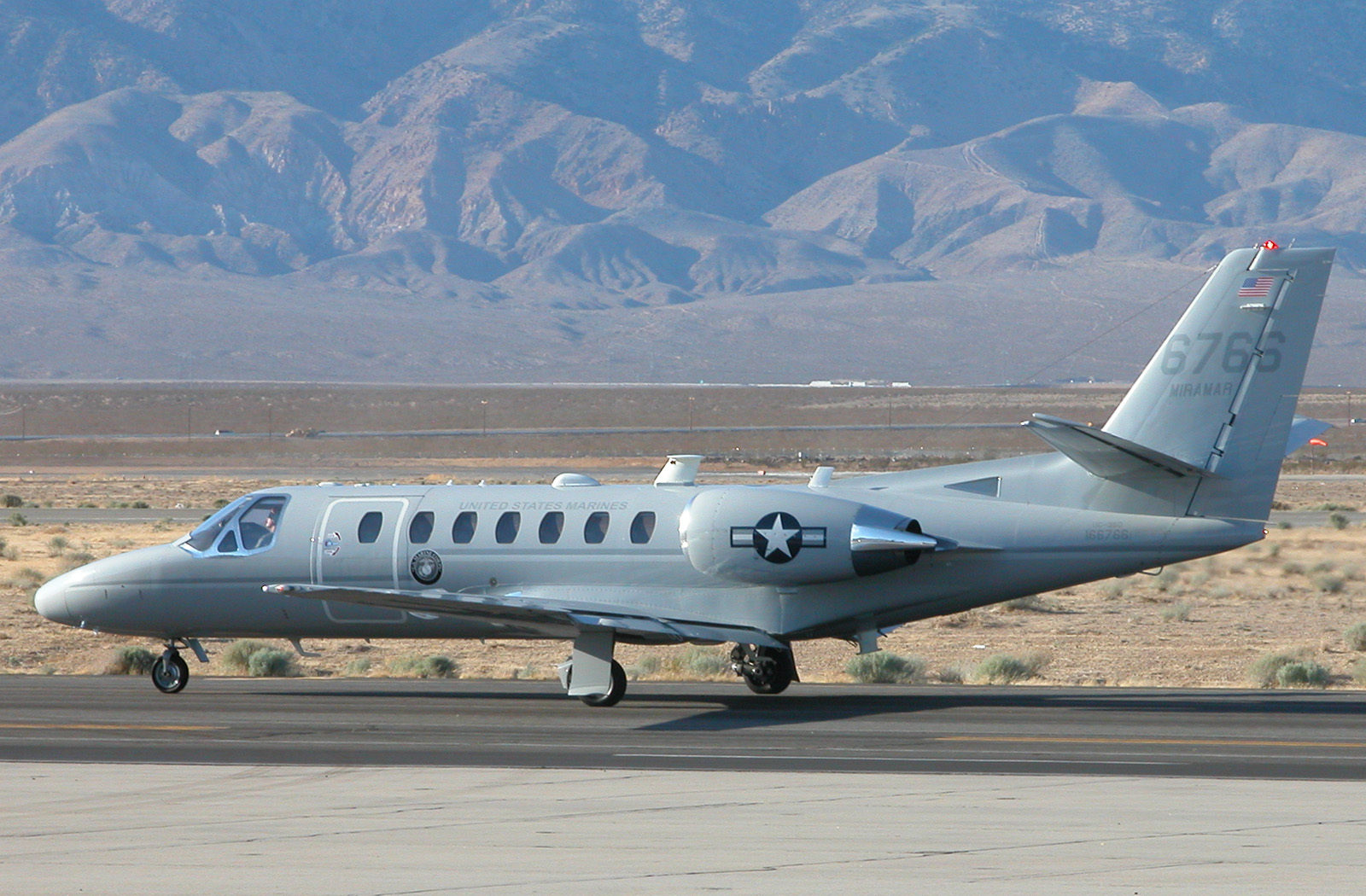
アメリカ海兵隊のUC-35D、モハーヴェ空港にて

- T-47 (Model 552) 
軍用のサイテーション IIの機体名である。アメリカ海軍は15機のT-47Aをレーダーシステムの訓練用として購入し、アメリカ国防総省は5機のOT-47Bを麻薬調査のために購入した。[36]
  - UC-35A サイテーション・ウルトラのアメリカ陸軍輸送機型。
  - UC-35C サイテーション・ウルトラのアメリカ海兵隊型。[37]
  - UC-35B サイテーション・アンコールのアメリカ陸軍輸送機型。
  - UC-35D サイテーション・アンコールのアメリカ海兵隊型。[37][12]
- U-680A (Model 680)

## 運用国（軍用）
- 南アフリカ共和国 - 2023年時点で、南アフリカ空軍が2機のセスナ550 サイテーションIIを保有している[38]。

### 関連航空機

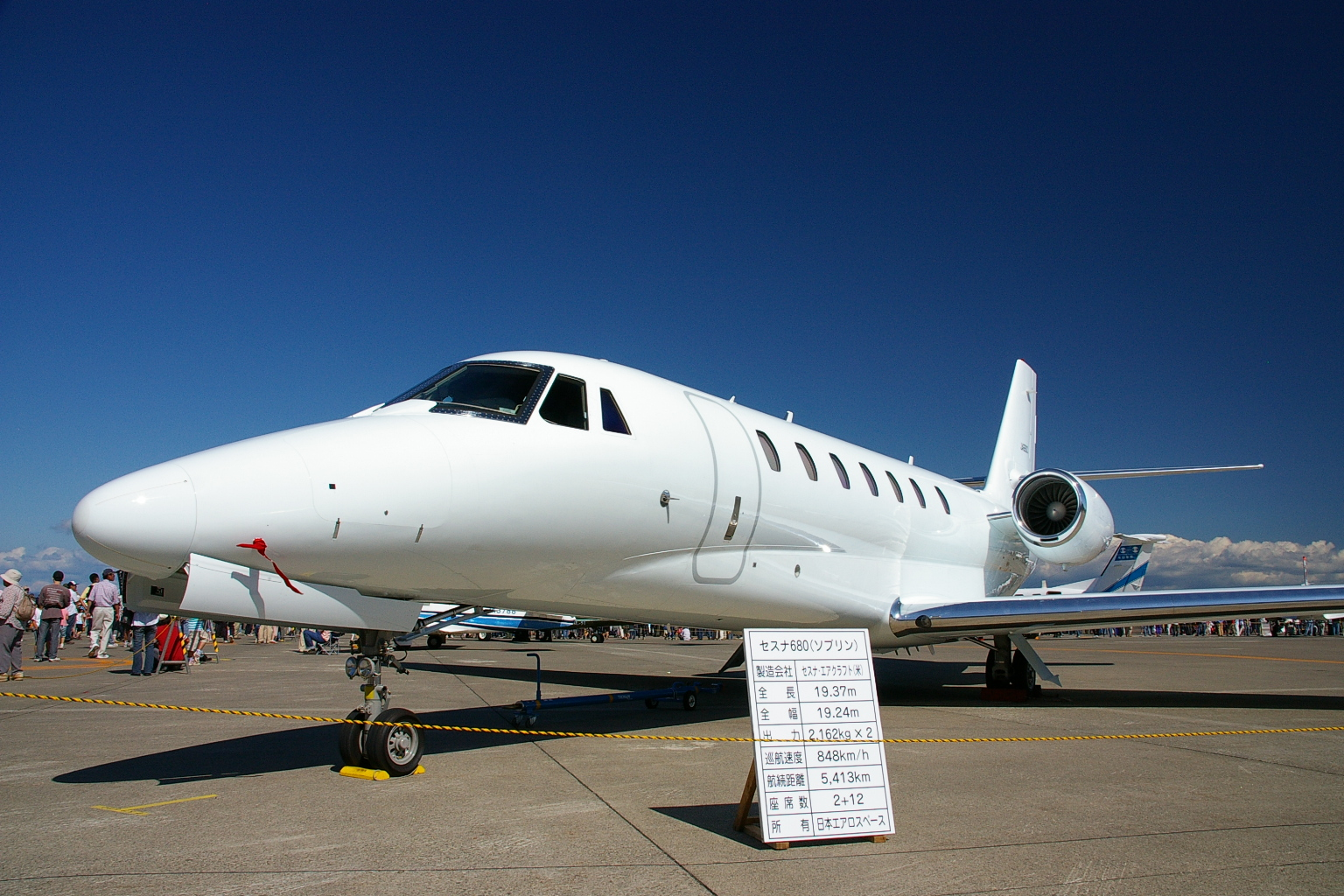
セスナ680　サイテーション・ソヴリン

- セスナ サイテーション I / I/SP
- セスナ サイテーションII（英語版） / SII / ブラボー
- セスナ サイテーションIII（英語版） / VI / VII
- セスナ サイテーションV（英語版） / ウルトラ / アンコール
- セスナ サイテーションX（英語版）

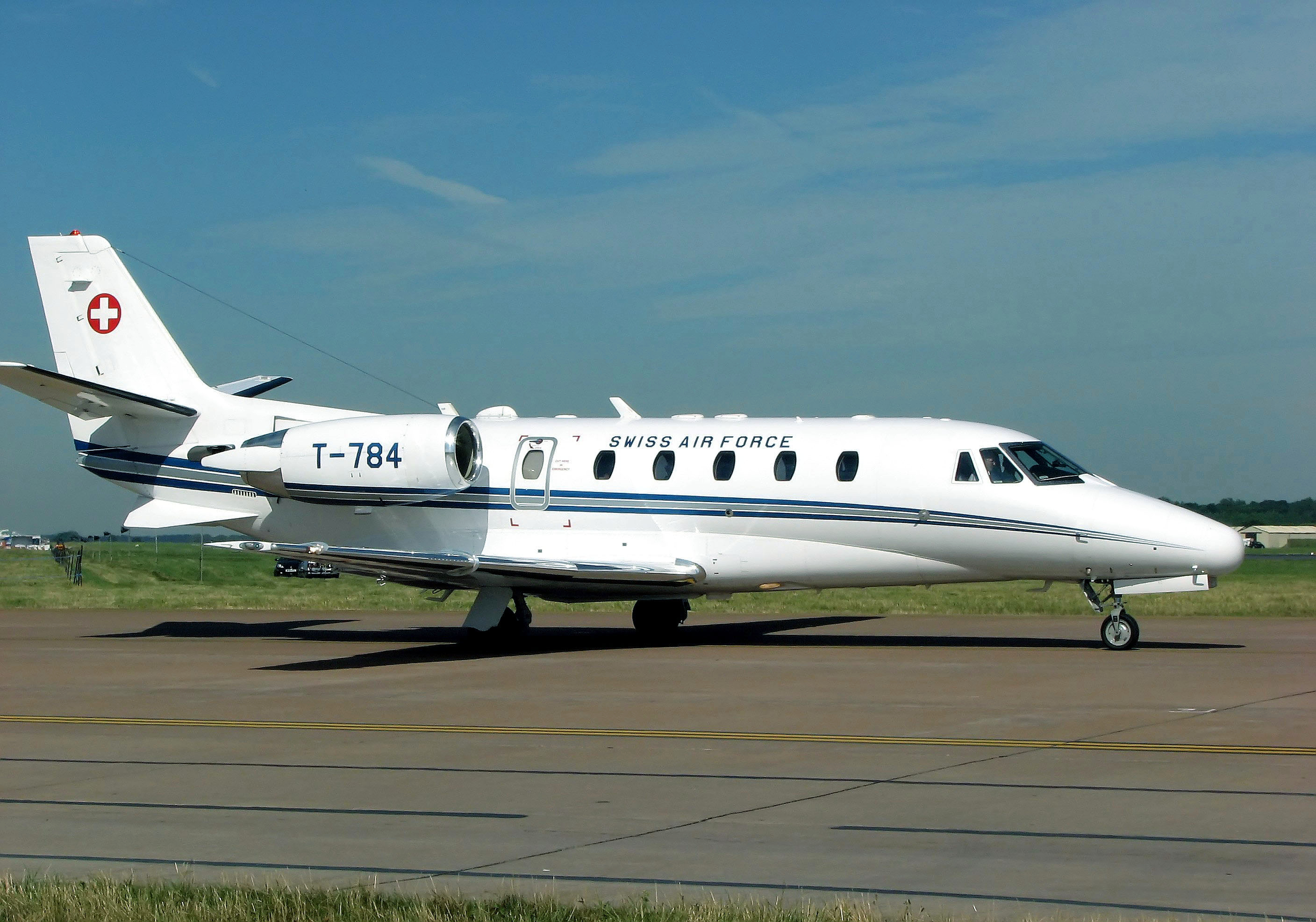
スイス空軍のセスナ560XLサイテーション・エクセル

- セスナ サイテーション・エクセル（英語版） / XLS / XLS+

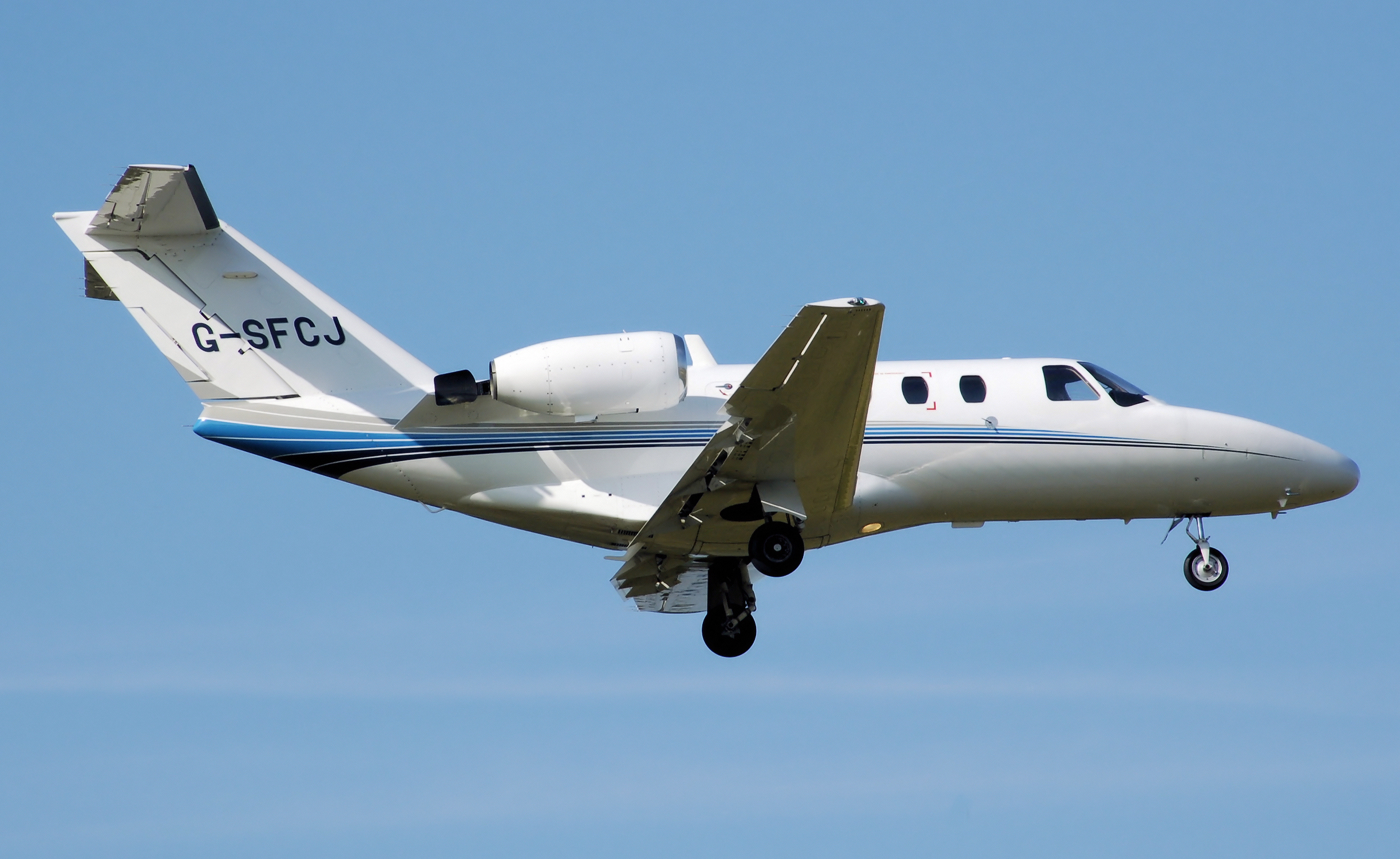
セスナ 525 サイテーションジェット

- セスナ サイテーションジェット（英語版） / CJ series
- セスナ サイテーション・ソヴリン（英語版）
- セスナ サイテーション・マスタング（英語版）
- セスナ サイテーション・コロンバス
- セスナ サイテーション・ラティチュード

### 事故
- 2022年バルト海セスナ551墜落事故

## 参照
1. ↑  The Cessna 500 & 501 Citation, Citation I & Citation I/SP at Airliners.net
2. ↑  Citation I info from Aviation Safety Network
3. ↑  Citation I/SP info from Aviation Safety Network
4. 1 2 3  The Cessna Citation II & Bravo from Airliners.net
5. ↑  Citation II info from Aviation Safety Network
6. ↑  Citation II/SP info from Aviation Safety Network
7. ↑  Citation Bravo info from Aviation Safety Network
8. ↑   "Cessna Citation Bravo Light Business Jet Cessna Citation Bravo Light Business Jet, USA", Aerospace-Technology.com
9. ↑  Cessna Press Release Recent Milestones for Cessna’s Citation Business Jet Programs Archived 2008年2月26日, at the Wayback Machine. July 17, 2006
10. ↑  Citation S550 info from Aviation Safety Network
11. ↑  The Cessna 560 Citation V, Ultra & Encore from Airliners.net
12. 1 2 3 4  Citation V, Ultra and Encore info from Aviation Safety Network
13. ↑  ほーどー飛行機 Aerial news gathering
14. ↑  ほーどー飛行機 Aerial news gathering
15. ↑  The Cessna 560XL Citation Excel from Airlines.net
16. ↑  Citation Excel info from Aviation Safety Network
17. ↑  Cessna XLS+ web site Archived 2007年1月27日, at the Wayback Machine.
18. 1 2 3 4  The Cessna Citation III, VI & VII from Airliners.net
19. 1 2  Citation III and VI info from Aviation Safety Network
20. ↑   "Cessna Citation CJ3 Business Jet Cessna Citation CJ3 Business Jet, USA", Aerospace-Technology.com
21. ↑  Citation VII info from Aviation Safety Network
22. ↑  The Cessna Citation X from Airliners.net
23. ↑  Cessna Citation X web site
24. ↑  The Cessna 680 Citation Sovereign from Airliners.net
25. ↑  Citation 680 Sovereign info from Aviation Safety Network
26. ↑  Cessna Sovereign web site Archived 2007年1月26日, at the Wayback Machine.
27. ↑  Cessna Citation Columbus web site
28. 1 2 3  The Cessna CitationJet, CJ1 & CJ2 from Airliners.net
29. ↑  Cessna Citation CJ1+ web site Archived 2008年3月29日, at the Wayback Machine.
30. ↑  "New Cessna Citation CJ1 Receives FAA Type Certification", Jobwerx News Archived 2006年11月4日, at the Wayback Machine.
31. ↑  Cessna CJ2+ web site Archived 2008年4月4日, at the Wayback Machine.
32. ↑  Cessna Citation CJ3 web site Archived 2007年4月7日, at the Wayback Machine.
33. ↑  Cessna Citation CJ4 web site Archived 2007年1月26日, at the Wayback Machine.
34. ↑  Cessna Press Release Cessna Launches Citation CJ4 at NBAA; Starts Show with 70 Orders Archived 2006年10月17日, at the Wayback Machine. Cessna In the News, October 16, 2006
35. ↑  Cessna Citation Mustang web site Archived 2007年1月26日, at the Wayback Machine.
36. ↑  OT-47B information from GlobalSecurity.org
37. 1 2  "NAVAIR Oversees Final Marine Corps Cessna Citation Encore Delivery" May 24, 2006
38. ↑  The International Institute for Strategic Studies (IISS) (2023-02-15) (英語). The Military Balance 2023. Routledge. pp. 476-478. ISBN 978-1-032-50895-5

西川渉、『エアワールド』誌99年3月号